# Вознесення (Ленінградська область)
Вознесення (рос. Вознесенье) — міське селище у Подпорозькому районі Ленінградської області Російської Федерації.
Населення становить 2250 осіб. Належить до муніципального утворення Вознесенське міське поселення.

## Історія
Згідно із законом від 1 вересня 2004 року № 51-оз належить до муніципального утворення Вознесенське міське поселення.

## Населення
| 1873  | 1885  | 1897  | 1905  | 1920  | 1923  | 1926  |
| ----- | ----- | ----- | ----- | ----- | ----- | ----- |
| 241   | ↗475  | ↗1110 | ↘422  | ↗1223 | ↗1381 | ↗2856 |
| 1935  | 1939  | 1945  | 1949  | 1959  | 1970  | 1979  |
| ↗4600 | ↗7009 | ↘891  | ↗2659 | ↗3302 | ↘3154 | ↘2960 |
| 1989  | 1997  | 2002  | 2006  | 2009  | 2010  | 2012  |
| ↗3123 | ↘3100 | ↘2817 | ↘2700 | ↘2678 | ↘2425 | ↗2446 |
| 2013  | 2014  | 2015  | 2016  | 2017  | 2018  | 2019  |
| ↗2456 | ↗2474 | ↘2442 | ↘2403 | ↘2354 | ↘2300 | ↘2280 |
| 2020  |       |       |       |       |       |       |
| ↘2250 |       |       |       |       |       |       |